# Cylisticus biellensis
Cylisticus biellensis är en kräftdjursart som beskrevs av Karl Wilhelm Verhoeff 1930. Cylisticus biellensis ingår i släktet Cylisticus och familjen Cylisticidae. Inga underarter finns listade i Catalogue of Life.